# Мотру
Мотру (рум. Motru) град је у југозападном делу Румуније, у историјској покрајини Влашка. Мотру је други по важности град у жупанији Горж.
Мотру се простире на површини од 49,80 , а према попису из 2021. године има 15.950 становника.

## Географија
Град Мотру налази се у средишњем делу историјске покрајине Олтеније, западног дела Влашке, око 90 km северозападно до Крајове. 
Мотру се налази у котлини реке Жију. Северно од града издижу се Карпати, а јужно се пружа бреговито подручје средишње Олтеније.

## Становништво
| 1977.  | 1992.  | 2002.  | 2011.  | 2021.  |
| ------ | ------ | ------ | ------ | ------ |
| 15.998 | 26.626 | 22.967 | 19.079 | 15.950 |

Према попису из 2021. на територији града Мотру живело је 15.950 становника што је мање за 3.129 (-16,40%) у односу на претходни попис из 2011. на ком је било 19.079 становника.
Према последњем попису становништва из 2021. године, већинско становништво чинили су Румуни (85,43%).
| Етнички састав према попису из 2021.‍ | Етнички састав према попису из 2021.‍ | Етнички састав према попису из 2021.‍ | Етнички састав према попису из 2021.‍ | Етнички састав према попису из 2021.‍ |
| ------------------------------------ | ------------------------------------ | ------------------------------------ | ------------------------------------ | ------------------------------------ |
|                                      |                                      |                                      |                                      |                                      |
| Румуни                               | Румуни                               |                                      | 13.626                               | 85,43%                               |
| Роми                                 | Роми                                 |                                      | 107                                  | 0,67%                                |
| Мађари                               | Мађари                               |                                      | 14                                   | 0,09%                                |
| Остали                               | Остали                               |                                      | 20                                   | 0,13%                                |
| Непознато                            | Непознато                            |                                      | 2.183                                | 13,69%                               |

### Насеља
Град Мотру обухвата, поред самог насеља Мотру, још осам насеља.
| Насеље        | Румунски назив | Број становника | Број становника | Број становника | Број становника |
| Насеље        | Румунски назив | 1992.           | 2002.           | 2011.           | 2021.           |
| ------------- | -------------- | --------------- | --------------- | --------------- | --------------- |
| Деалу Помилор |                | 291             | 289             | 235             | 197             |
| Инсурацеј     |                | 486             | 529             | 580             | 556             |
| Леурда        |                | 235             | 243             | 210             | 185             |
| Лупоица       |                | 118             | 81              | 60              | 23              |
| Мотру         |                | 22.472          | 18.981          | 15.518          | 12.886          |
| Плоштина      |                | 1.166           | 1.160           | 1.036           | 918             |
| Рапа          |                | 421             | 402             | 345             | 297             |
| Рошијуца      |                | 858             | 746             | 627             | 500             |
| Хорашти       |                | 579             | 536             | 468             | 388             |
| Град Мотру    |                | 26.626          | 22.967          | 19.079          | 15.950          |